# Политоп
Политоп — это подмножество евклидова пространства,
которое представимо в виде объединения конечного числа симплексов.

## Свойства
- Любой политоп допускает триангуляцию; то есть, может быть представлен как объединение конечного множества симплексов {\displaystyle {\mathcal {S}}} таких что:
  - с любым из симплексов из {\displaystyle {\mathcal {S}}}, в {\displaystyle {\mathcal {S}}} входят все его грани;
  - любые два симплекса либо вообще не имеют общей точки, либо они пересекаются только по целой грани какой-то размерности.
- Пересечение и объединение конечного числа политопов является политопом.

## Вариации и обобщения
- Топологический политоп — топологическое пространство, гомеоморфное некоторому политопу.